# Брайс Пол
Бра́йс По́л Ньюм́ан (англ. Bryce Paul Newman, 15 лютого 1990,  Малібу, США) — американський бас-гітарист, найбільш відомий за виступами у складі шведського гурту In Flames.

## Життєпис
Брайс Пол народився у 1990 році в Малібу (Каліфорнія). З дитинства займався серфінгом, скейтбордингом та відвідував хардкор-панк і метал-концерти. У вищій школі Брайс почав грати у різноманітних місцевих хардкор/метал-групах, де виконував також роль композитора.
У 17-річному віці Брайс Пол, на запрошення свого брата Дрю, приєднався до поп-рок групи Ives the Band, що базувалася у Лос-Анджелесі. У складі цього колективу він записав два альбоми та виступав разом з такими музикантами як Eisley, Dashboard Confessional, Кевін Девайн та іншими.
Після одруження у 2013 році з художником та фотографом Лорен Луїс подружжя переїхало до Нашвіллу (Теннессі). Брайс Пол виступав у складі різноманітних місцевих гуртів, разом з якими ділив сцену з ZZ Top, Кід Роком та Lynyrd Skynyrd.
У травні 2017 року приєднався до шведського мелодік-метал гурту In Flames сесійним бас-гітаристом для участі в турі Сполученими Штатами Америки. Ініціатором запрошення Пола став барабанщик гурту Джо Рікард, з яким Брайс мав давню дружбу. Після успішного туру співпрацю між музикантом та In Flames вирішено було продовжити.

## Дискографія
Ives the Band
| Група         | Країна | Альбом                            | Рік  | Формат | Лейбл         |
| ------------- | ------ | --------------------------------- | ---- | ------ | ------------- |
| Ives the Band | США    | The Incredible Story Of Mr. Birch | 2009 | Альбом | Civil Records |
| Ives the Band | США    | Rio Grande Project                | 2016 | Альбом |               |